# María Manjavacas
María del Señor Manjavacas Quintanar, conocida como María Manjavacas  (Campo de Criptana), es una periodista española especializada en periodismo social. Manjavacas ha recibido varios premios relacionados con el mundo del periodismo, entre los que destaca el que le otorgó en 2013 el Grupo Español de Pacientes con Cáncer (GEPAC) a la labor periodística más comprometida con la normalización social del cáncer.

## Trayectoria
Es la menor de tres hermanas de una familia dedicada a la agricultura. Pasó su infancia en Campo de Criptana (Ciudad Real), donde asistió al Colegio Nuestra Señora del Rosario “Las Monjas” y al Instituto Isabel Perillán y Quirós. Sus estudios superiores los realizó en la Universidad Complutense de Madrid (UCM), donde se licenció en Ciencias de la Información, rama de Publicidad y Relaciones Públicas y en Periodismo. Comenzó su carrera profesional en la emisora local Cadena Rato de Alcázar de San Juan con el programa infantil Wuachilandia junto al periodista Nicolás Ramos. En 1991, empezó a trabajar en la Cadena SER junto a Iñaki Gabilondo en el programa Hoy por hoy. Además, formó parte del equipo de Carlos Llamas en Hora 25 y, en Hora 14, colaboró con Javier González Ferrari y con José Antonio Marcos. Desde 2006, trabaja como corresponsal de la Cadena SER en la Casa real. En Televisión ha sido contertulia en programas de Televisión Española y TeleMadrid y desde 2022 es colaboradora de actualidad en el programa "Y ahora Sonsoles" de Antena 3.

## Reconocimientos
Su compromiso con la información sobre la salud fue reconocido con diferentes premios en los últimos años. Así, en 2010, Manjavacas obtuvo el premio Quijote de la Comunicación, otorgado por el Ayuntamiento de Campo de Criptana. En 2013, fue galardonada con el premio de los pacientes de cáncer, en la primera edición de los Premios Gepac, que concede el Grupo Español de Pacientes con Cáncer (GEPAC), en reconocimiento a su labor periodística en la normalización y el tratamiento informativo de esta enfermedad. En 2016, recibió el premio del Instituto Roche por su reportaje Me daban un mes de vida y llevo 7 años, sobre los avances de la investigación y los “tratamientos a la carta”. 
En 2016, fue la presentadora de la VIII edición de los Premios Enfermedades Poco Frecuentes (EPF), en los que fueron galardonados el Hospital Nacional de Parapléjicos, el subdirector de Coordinación e Inspección del Servicio de Salud de Castilla-La Mancha (SESCAM), Rafael Peñalver, el director general de Calidad y Humanización de la Asistencia Sanitaria de la Consejería de Sanidad de Castilla-La Mancha, Rodrigo Gutiérrez, y la Asociación de Mujeres Hontanillas (Campo de Criptana) por sus actividades solidarias a favor de diferentes entidades sociales. Al año siguiente, Manjavacas fue miembro del jurado del Premio Nacional a la Mejor Labor Editorial Cultural convocado por la Dirección General de Industrias Culturales y del Libro a propuesta de la Federación de Asociaciones de Periodistas de España (FAPE).
Por su contribución al periodismo social en España, Manjavacas fue nombrada Hija Predilecta de Castilla-La Mancha en 2019. Ese mismo año, formó parte de una de las actividades organizadas con motivo del 50 aniversario del Instituto de Educación Secundaria Isabel Perillán y Quirós, en el que Manjavacas estudió: el Foro de los Criptanenses relevantes que "por sus profesiones hacen acopio del nombre del municipio". En 2023 fue reconocida por la Asociación de Profesionales de Radio y TV de Madrid con el premio Antena de Plata 2023 por su rigor en el ejercicio del reporterismo y fue premiada por los laboratorios Janssen por un reportaje emitido en Hoy por Hoy de la Cadena SER  sobre el proyecto sanitario SURVIVE, que tiene como objetivo atajar la "epidemia" de conductas suicidas de menores.